# Der Schwarze Pfeil
Der Schwarze Pfeil (The black arrow: A tale of the two roses) ist ein historischer Abenteuerroman des schottischen Autors Robert Louis Stevenson.

## Entstehung des Romans
Der Erstdruck erfolgte als Mehrteiler in der Zeitschrift „Young Folks“ in der Zeit vom 30. Juni 1883 bis 20. Oktober 1883
unter dem Pseudonym Captain George North.

## Handlung
Das Geschehen siedelte Stevenson zwischen Mai 1460 und Januar 1461 rund um die spätmittelalterliche Ortschaft Tunstall, Suffolk, etwa 29 km nordöstlich von Ipswich an.
Es ist die Zeit der Rosenkriege.

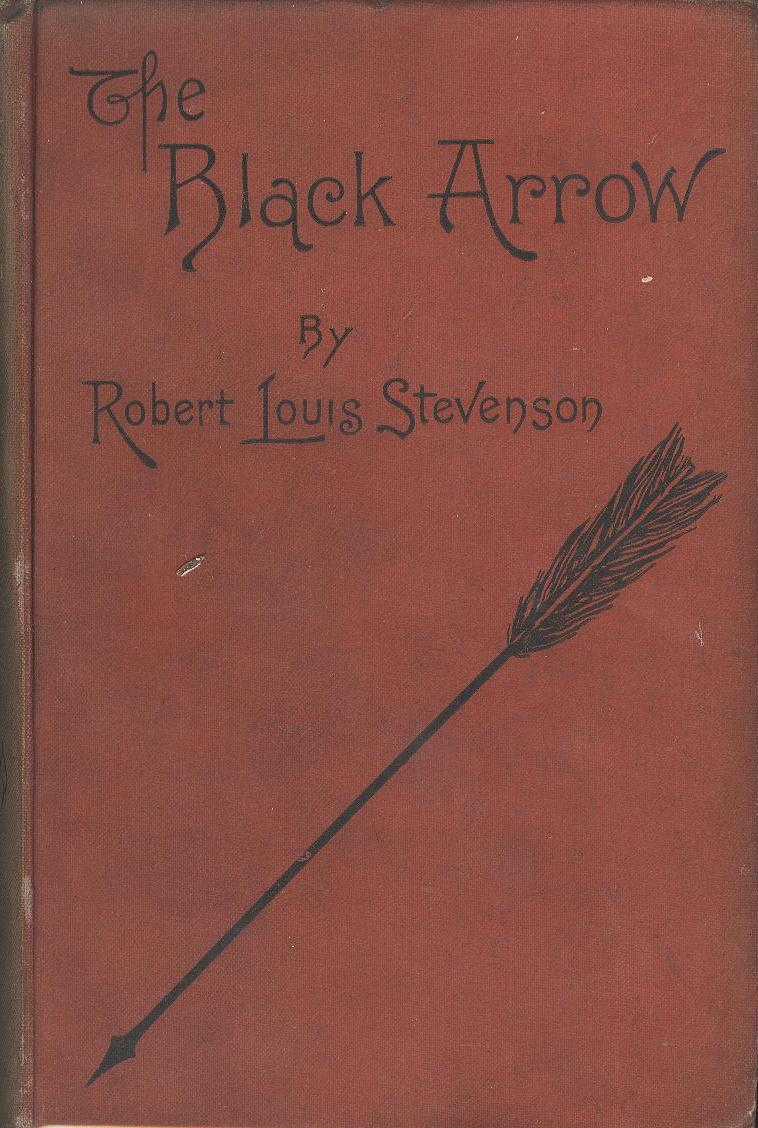
Erste Ausgabe für Großbritannien 1888

Richard "Dick" Shelton ist ein achtzehn Jahre alter Bursche im Dienst des Ritters Sir Daniel Brackley auf Tunstall. Der Ritter ist gleichzeitig Vormund Sheltons, nachdem dessen Vater Harry Shelton, ein ritterlicher Nachbar Brackleys und vormaliger Besitzer Tunstalls von Brackley
und seinem Gefolge getötet worden war, um sich sowohl in Harry Sheltons Besitz als auch in den Besitz des Shelton-Sohnes Dick zu setzen. Die Vormundschaft über Dick brachte Brackley die Einnahmen aus und die Kontrolle über Sheltons Ländereien und damit die Mehrung seiner eigenen Machtbasis. Dick Shelton jedoch erfuhr lange Jahre lang nichts von der Mordtat und wuchs als loyaler Gefolgsmann Sir Daniels auf.
Als solcher begleitet er den Krieger und Haudegen Bennet Hatch zu einem Veteranen der Schlacht von Agincourt, Nick Appleyard. Letzterer diente als Langbogenschütze im Expeditionscorps König Heinrichs V. und nach seiner Heimkehr als Söldner des Ritters Brackley und soll nunmehr die Wasserburg Tunstall als Festungskommandant verteidigen, während der Ritter seine Truppen in ein militärisches Treffen auf Seiten des Hauses Lancaster gegen Einheiten des Hauses York führt. Während dieses Gespräches wird Nick Appleyard von einem schwarzen Pfeil, der explizit durch eine Aufschrift am Pfeilschaft an ihn adressiert gewesen ist, niedergestreckt und stirbt.
Der Pfeil entpuppt sich als erste Drohung einer geheimen Bruderschaft von Gesetzlosen und Geächteten. Diese hatte sich um einen Mann geschart, der sich John der Rächer nennt. In einem Bekennerschreiben macht John der Rächer den Ritter Brackley und einige Männer aus dessen Gefolge für den Brand Grimstones, die Ermordung Harry Sheltons und andere Untaten verantwortlich. An dieser Stelle wird Dick Shelton erstmals mit dem Verdacht konfrontiert, der Ritter, der ihn von Kindesbeinen aufgezogen und geschützt hatte, könnte für die Untat verantwortlich sein. Im Wirtshaus zu Kettley (gemeint ist das tatsächlich existierende Kettleburgh) sammelt Sir Daniel seine Mannen. In seiner Entourage befindet sich auch ein Jüngling von etwa sechzehn Jahren und zartem Aussehen, der sich John Matcham nennt und sich später als das Fräulein Johanna Sedley offenbart. Sie ist das elternlose Mündel Lord Foxhams, eines Parteigängers des Hauses York, der sie bereits frühzeitig seinem Verwandten Hamley zur Ehe versprochen hatte. Sedley alias Matcham wurde von Brackley entführt, der die gewinnbringende Partie nun seinerseits zunächst an sein anderes Mündel Dick, später aber an den bösartigen Lord von Shoreby (gemeint ist der Küstenort Orford) verheiraten will. Das als Jüngling verkleidete Mädchen beschließt in das nahe Kloster Holywood (wahrscheinlich Leiston) zu fliehen.
Auf der Flucht wird sie von dem nichtsahnenden Junker Dick Shelton begleitet, der sie noch immer für John Matcham hält. Bei der Ruine des Herrenhauses Grimstone, das dem Bekennerschreiben zufolge von Bennet Hatch niedergebrannt worden war, belauschen die beiden heimlich eine Zusammenkunft der Waldbruderschaft des Schwarzen Pfeils um den Gesetzlosen Ellis Duckworth, der erneut schwere Vorwürfe gegen Dicks Dienstherren erhebt, gerade, was auch seine Beteiligung an dem Mord an Harry Shelton betrifft.
Dick und John werden Zeugen eines Hinterhalts, den die Waldleute sieben Reisigen Sir Daniels gelegt haben. Die Männer des Ritters werden dabei völlig aufgerieben und getötet.
Kurze Zeit später treffen sie auf den Ritter selbst, der sich, vom Schlachtfeld kommend, in der Verkleidung eines Aussätzigen in seine Wasserburg Tunstall zurückzustehlen versucht. Es wird klar, dass die Lancaster-Partei den Waffengang, zu dem Sir Daniel gerufen wurde, katastrophal verloren hat und die Leute von York nunmehr das Gelände beherrschen. Die Niederlage ist mutmaßlich auf das sehr verspätete Eingreifen Sir Daniels zurückzuführen, der schon in Kettley
zu verstehen gab, er wolle erst abwarten, wie die Schlacht ausginge und sich dann dem Sieger anschließen.
Durch die Ausführungen des Ellis Duckworth, der sich als das Haupt der Waldbruderschaft entpuppt, und die von jenem in völliger Unkenntnis der Gegenwart Dick Sheltons getätigt wurden, fordert Dick, auf Schloss Tunstall zunächst Bennet Hatch, später auch einen sterbenden Krieger und dann schließlich den Ritter selbst auf, ihm die näheren Umstände des Todes seines Vaters zu erklären. Dabei konfrontiert Shelton seinen Herren unverblümt mit dem Vorwurf des Mordes, zumindest aber der Tatbeteiligung. Während Brackley ohne mit der Wimper zu zucken einen schauerlichen Meineid schwört, druckst der Priester Sir Oliver Oates, der laut des Bekennerschreibens derjenige gewesen sein soll, der Harry Shelton die Kehle durchschnitt, herum und macht sich in höchstem Maße verdächtig. Auch das Verhalten der anderen mutmaßlich in den Mordfall Verstrickten verstärkt den Argwohn des Junkers Shelton.
Der Ritter beschließt nun, sich Sheltons zu entledigen, dessen Fragen ihm unangenehm zu werden beginnen und quartiert ihn in einem Gemach des Schlosses ein, zu dem auch ein Geheimgang führt, um ihn in der Nacht ermorden zu lassen. Shelton wird gewarnt und kann aus dem Schloss fliehen. Auf der Flucht gerät er in die Hände von Ellis Duckworth, der sich als Freund von Harry Shelton ausgibt und Dick über die damaligen Geschehnisse aufklärt.
Mit der bewaffneten Schar der Waldleute im Rücken macht sich Dick, der sich nunmehr auf die Seite Yorks schlägt, daran, seinen Vater zu rächen und seine Braut – als solche hat sich Johanna Sedley ihm auf Schloss Tunstall versprochen – zurückzuerobern.
Während einer nächtlichen Kampfhandlung gelingt es Dick, den von ihm nicht erkannten Lord Foxham zur Aufgabe zu zwingen und ihn zu seinem Gefangenen zu machen.
Gegen das Versprechen, ihn bei der Rückgewinnung seiner Braut, Foxhams rechtmäßigem Mündel, zu unterstützen, entlässt er den in der Adelshierarchie weitaus höher gestellten Lord aus der ritterlichen Gefangenschaft.
In den folgenden Auseinandersetzungen gelingt es Dick Shelton, sich den Duke of Gloucester, den späteren Richard III. zu verpflichten, als er diesem in einem Handgemenge beispringt, in welchem der allein kämpfende Herzog von acht Männern hart bedrängt wird. Richard wird auf den tapferen jungen Mann aufmerksam, der sich auch ihm gegenüber als York'scher Parteigänger zu erkennen gibt. In der Schlacht von Shoresby schlägt Gloucester Dick zum Ritter, der sich fortan Sir Richard nennen darf. Er bietet ihm seine Gunst an, prophezeit aber, dass Dick, der es aufgrund seines Mutes und seiner Umsicht sehr wohl zum Lord bringen könnte, als "Sir", das heißt, als einfacher Ritter sterben wird. Gloucester erkennt nämlich, dass es Dick an einer Eigenschaft gebricht, die für eine steile Hofkarriere unumgänglich ist: Dick mangelt es an dem eiskalten und berechnenden Naturell. Seine anachronistisch ritterliche Art wird ihn lebenslang das bleiben lassen, was er ist – ein Ritter. So entzieht ihm der zukünftige König auch folgerichtig seine Gunst im Gegenzug für die ausbedungene Freilassung eines alten Seemannes, den Richard eigentlich für den Galgen vorgesehen hatte.
Zunächst jedoch ficht er mit den Truppen des Herzogs und trifft wiederum auf seinen alten Widersacher Daniel Brackley. Dieser hatte ihn kurzzeitig in seiner Gewalt, als die Waldleute während der Hochzeitszeremonie zwischen Johanna Sedley und dem Lord of Shoresby in die Kirche eingedrungen waren und den Bräutigam erschossen hatten. Dennoch gelang Dick wiederum die Flucht, nachdem er sich Kirchenasyl ausbedungen hatte und ihm eine direkte Beteiligung an der Tat nicht nachzuweisen war, zu den Truppen des Duke of Gloucester. Mit dessen ausdrücklichem Befehl und der Unterstützung durch 50 herzogliche Reiter versehen macht sich Dick auf die Jagd nach Brackley, der dem Herzog als gegnerischer Truppenführer von Format sehr wohl gut bekannt ist. Das Treffen zwischen Brackleys und seinen Leuten geht zwar durch die Zögerlichkeit und Unachtsamkeit Dicks verloren. Dennoch kann er seine Braut befreien. Während des Scharmützels fällt Dicks ehemaliger alter Waffengefährte Bennet Hatch.
Eine weitere, größere Auseinandersetzung mit Lancaster kann York jedoch für sich entscheiden. In diesem Gefecht werden Sir Daniels Truppen aufgerieben. Ein zweites Mal versucht sich Brackley in der Verkleidung eines Bettlers davonzustehlen und im Kloster Holywood Unterschlupf zu finden. Er erkennt, dass seine opportunistische Rolle in England ausgespielt ist und plant sich in die Bretagne abzusetzen.
Auf seinem Weg in das Kloster wird er von Dick gestellt, der auf Rache für den Tod seines Vaters verzichtet, dem Geschlagenen aber den Weg nach Holywood versperrt, wo er an diesem Tage seine Johanna Sedley heiraten will. Während des Gesprächs schwirrt ein schwarzer Pfeil heran und tötet den Ritter Sir Daniel Brackley. Ellis Duckworth hatte ein letztes Mal Rache geübt.

## Sonstiges
- Die eine gewisse Achtung nicht versagende, jedoch überwiegend negativ gehaltene Schilderung Richards III. übernahm Stevenson beinahe kritiklos der Tudor-Propaganda. Der Duke of Gloucester war jedoch zum geschilderten Zeitpunkt der Ereignisse erst neun Jahre alt und nicht 18, wie ihn der Autor zeichnete.
- Die Person Sir Richard Sheltons, Ritter auf Tunstall, ist authentisch. Der echte Sir Richard Tunstall jedoch blieb zeit seines Lebens loyaler Parteigänger Lancasters und übernahm als solcher sogar die Verteidigung der walisischen Burg Harlech Castle von 1463 bis 1468 unter König Eduard IV gegen das Haus York.

## Verfilmungen (Auswahl)
- Schwarze Pfeile (USA, 1948, Regie: Gordon Douglas)
- Der schwarze Pfeil (italienische Fernseh-Miniserie, 1968 (La freccia nera), DDR synchron.)[1]
- Der schwarze Pfeil (UdSSR, 1985 (Tschornaja Strela), Regie Sergej Tarassow)
- Black Arrow – Krieg der Rosen (USA, Spanien, 1985, Regie John Hough)